# Kfar Truman
Kfar Truman (hebrejsky כְּפַר טְרוּמַן, doslova „Trumanova vesnice“, v oficiálním přepisu do angličtiny Kefar Truman) je vesnice typu mošav v Izraeli, v Centrálním distriktu, v Oblastní radě Chevel Modi'in.

## Geografie
Leží v nadmořské výšce 58 metrů v hustě osídlené a zemědělsky intenzivně využívané pobřežní nížině, nedaleko od úpatí kopcovitých oblasti v předhůří Judeje a Samařska. Jižně od vesnice vstupuje do pobřežní nížiny tok Nachal Natuf.
Obec se nachází 18 kilometrů od břehu Středozemního moře, cca 18 kilometrů jihovýchodně od centra Tel Avivu, cca 36 kilometrů severozápadně od historického jádra Jeruzalému a 4 kilometry severovýchodně od města Lod. Leží v silně urbanizovaném území, na jihovýchodním okraji aglomerace Tel Avivu. 4 kilometry severozápadním směrem od mošavu se rozkládá Ben Gurionovo mezinárodní letiště. Kfar Truman obývají Židé, přičemž osídlení v tomto regionu je etnicky převážně židovské. Pouze ve městech Lod a Ramla ležících jihozápadně odtud je cca dvacetiprocentní menšina Arabů.
Kfar Truman je na dopravní síť napojen pomocí místní silnice číslo 453. Jižně od mošavu probíhá dálnice číslo 1 z Tel Avivu do Jeruzalému. Z ní západně od vesnice odbočuje k severu dálnice číslo 40.

## Dějiny
Kfar Truman byl založen v roce 1949. Původně se nazýval Bnej Harel (בני הראל) podle Brigády Harel. Současné jméno odkazuje na prezidenta USA Harryho Trumana, za jehož funkčního období vznikl nezávislý Izrael. Zakladateli mošavu byla skupina demobilizovaných vojáků jednotek Palmach, kteří se zde nejprve usadili v prostoru opuštěné arabské vesnice Bajt Nabala.
Ta se nacházela na svazích cca 3 kilometry severovýchodně od dnešního mošavu. V roce 1931 v Bejt Nabala žilo 1758 lidí. Stála tu základní chlapecká škola založená roku 1921 a mešita. V roce 1948 ji během války za nezávislost v rámci Operace Danny dobyla izraelská armáda a arabské osídlení tu skončilo. Zástavba vesnice Bajt Nabala pak byla v září 1948 zcela zbořena, s výjimkou objektu školy. Nynější mošav ale později vyrostl mimo vlastní zastavěné území této arabské vesnice.
Správní území vesnice Kfar Truman dosahuje cca 1700 dunamů (1,7 kilometru čtverečního). Poblíž mošavu se nacházejí pozůstatky kostela z byzantského období. V obci stojí 69 původních rodinných hospodářství. Další domy vznikly dodatečným stavebním rozšiřováním vesnice. K dispozici je tu mateřská škola, synagoga, společenské centrum, obchod, tělocvična a sportovní areály.

## Demografie
Podle údajů z roku 2014 tvořili naprostou většinu obyvatel v Kfar Truman Židé (včetně statistické kategorie "ostatní", která zahrnuje nearabské obyvatele židovského původu ale bez formální příslušnosti k židovskému náboženství).
Jde o menší obec vesnického typu s dlouhodobě rostoucí populací. K 31. prosinci 2014 zde žilo 873 lidí. Během roku 2014 populace stoupla o 3,6 %.
| Rok            | 1961 | 1972 | 1983 | 1995 | 2001 | 2003 | 2004 | 2005 | 2006 | 2007 | 2008 | 2009 | 2010 | 2011 | 2012 | 2013 | 2014 |
| -------------- | ---- | ---- | ---- | ---- | ---- | ---- | ---- | ---- | ---- | ---- | ---- | ---- | ---- | ---- | ---- | ---- | ---- |
| Počet obyvatel | 295  | 299  | 292  | 415  | 473  | 499  | 515  | 568  | 606  | 618  | 647  | 743  | 817  | 830  | 816  | 843  | 873  |